# Microsoft Lumia 532
Microsoft Lumia 532 là một chiếc điện thoại thông minh tầm thấp được phát triển bởi Microsoft Mobile chạy hệ điều hành Windows Phone 8.1.
Cùng với Lumia 435, nó được tin là dựa vào thiết kế từ dòng điện thoại Nokia X family đã hủy.
Microsoft Lumia 532 đã bị chỉ trích vì lượng pin quá ít của nó so với những thiết bị cùng tầm khác.